# Château de Lichtenberg (Alsace)
Le château de Lichtenberg est situé sur la commune française de Lichtenberg, dans le Parc naturel régional des Vosges-du-Nord, à moins d'une heure de Strasbourg dans le nord du département du Bas-Rhin. Il fait l’objet d’un classement au titre des monuments historiques depuis mai 1878.
Le château est propriété de la commune, mais il est géré par la Communauté de communes de Hanau-la-Petite-Pierre.
Ce site touristique propose toutes une partie de l'année : des visites libres ; des visites guidées ; ainsi des animations tout au long de la saison (Pâques, fête médiévale, soirée étoilée, Halloween, etc).

## Historique
Le château, une forteresse imposante à la hauteur des ambitions des Hanau-Lichtenberg, se distingue des autres châteaux des Vosges du Nord par son histoire longue de sept siècles, l'importance de ses vestiges et la qualité exceptionnelle de son environnement paysager.
Au tout début du XIIIe siècle, un imposant donjon domine déjà les Vosges du Nord environnantes. La parcelle sur laquelle le château va être construit a été certainement usurpée à l'abbaye de Neuwiller-les-Saverne par la famille Lichtenberg. Vers la fin du XVIe siècle, ses nouveaux propriétaires, les comtes de Hanau-Lichtenberg, font transformer leur château en une puissante place-forte par des architectes renommés. Parmi eux, Daniel Specklin, architecte de la ville de Strasbourg.
Non contents des indispensables travaux de fortification, les Hanau-Lichtenberg s'attachent à faire entrer dans leur demeure les décors somptueux de l'art de la Renaissance. Fenêtres en oculus à la manière italienne, pilastres cannelés, frontons, volutes et cariatides viennent orner les imposantes façades de grès rose. Un siècle plus tard, en octobre 1678, le château est assiégé par les troupes françaises du maréchal de Créquy celui-ci après deux jours de siège écrit à François Michel Le Tellier de Louvois "Le château de Lichtenberg est plus difficile à prendre qu'il n'y paraissait et d'autant plus que l'artillerie n'y sert pas à grand chose" après un siège de huit jours, la forteresse capitule. Désormais place royale, elle est intégrée dans la ligne de défense de la frontière nord-est du royaume de France, et ce jusqu'au siège suivant. Au soir du 9 août 1870, la forteresse tombe sous le feu de l'artillerie wurtembergeoise, après une résistance de trois jours. Un gigantesque incendie la réduit à l'état de ruine.
En 1913, une troupe de comédiens amateurs décide de proposer des spectacles de plein air au château, le Théâtre de Lichtenberg naît.
Depuis 1993, un ambitieux projet de restauration et de mise en valeur culturelle est engagé avec salles de conférences et de spectacles, d'expositions temporaires, un théâtre de plein air, un service pédagogique. Le Pavillon des Dames vient d'être terminé.
La voie d’accès piétonne reliant le village au château a été rénovée en 2014.

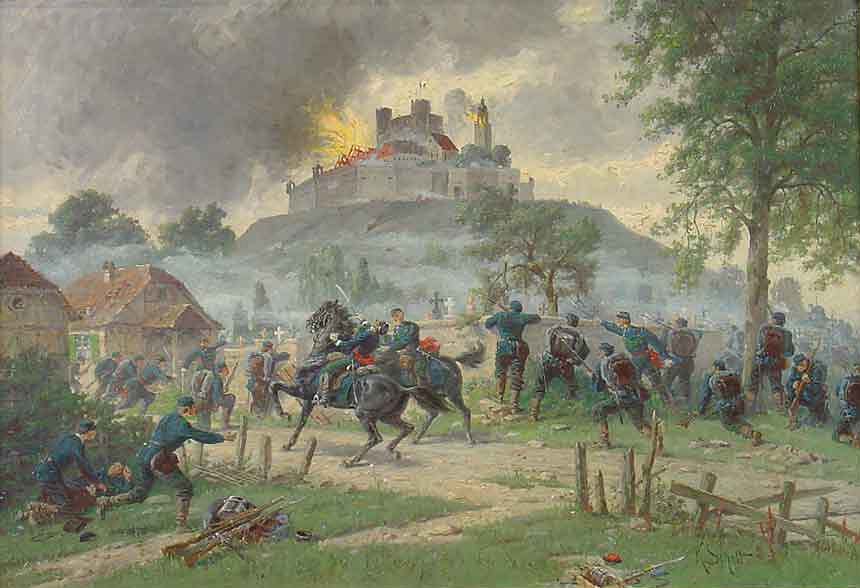
Tableau de Karl Albert von Schott (1840–1911): "La mort du lieutenant Staiger à Lichtenberg".
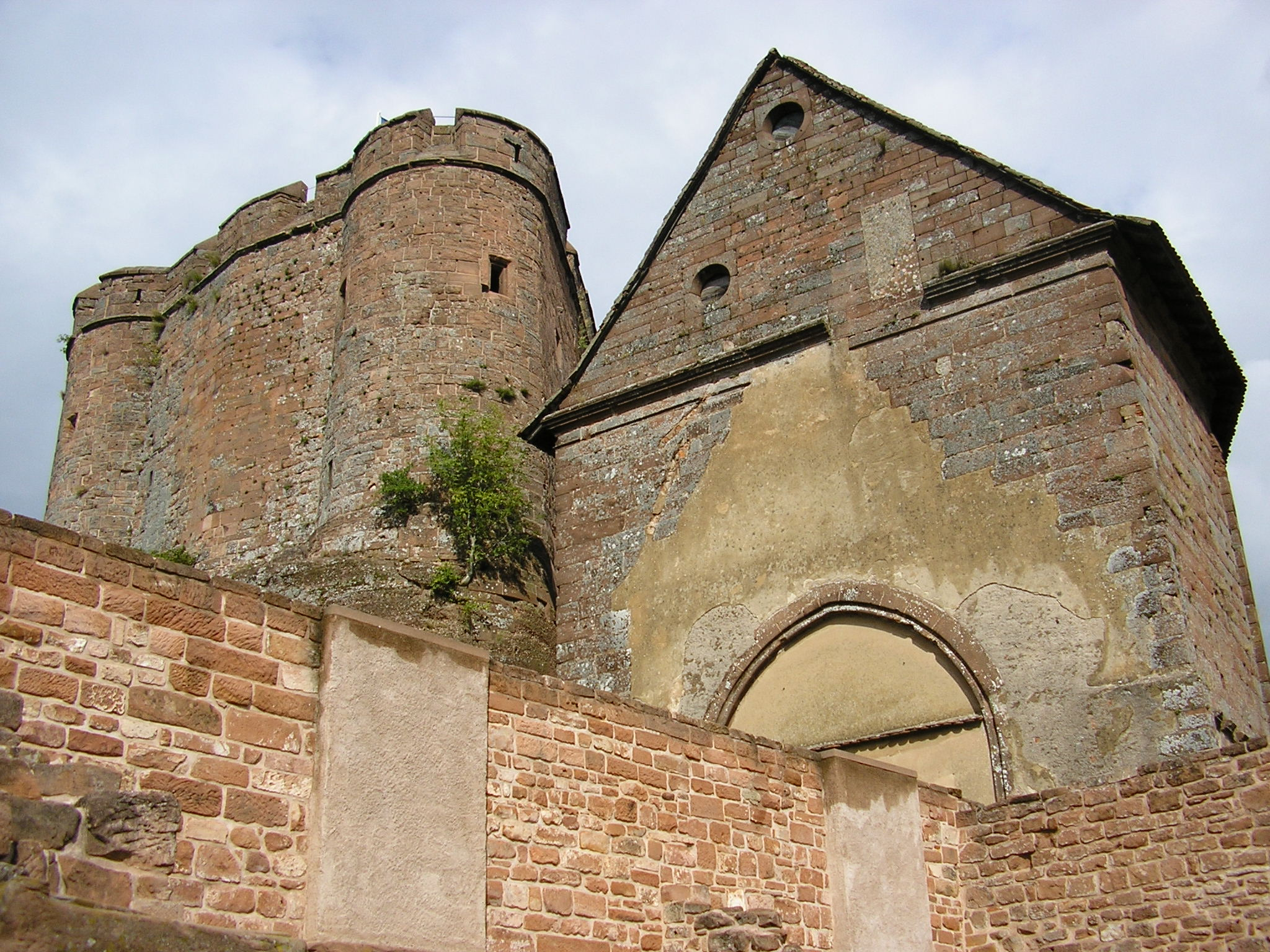
Vue sur la chapelle ainsi que les parties hautes du château comprenant deux tours reliées par un mur bouclier.
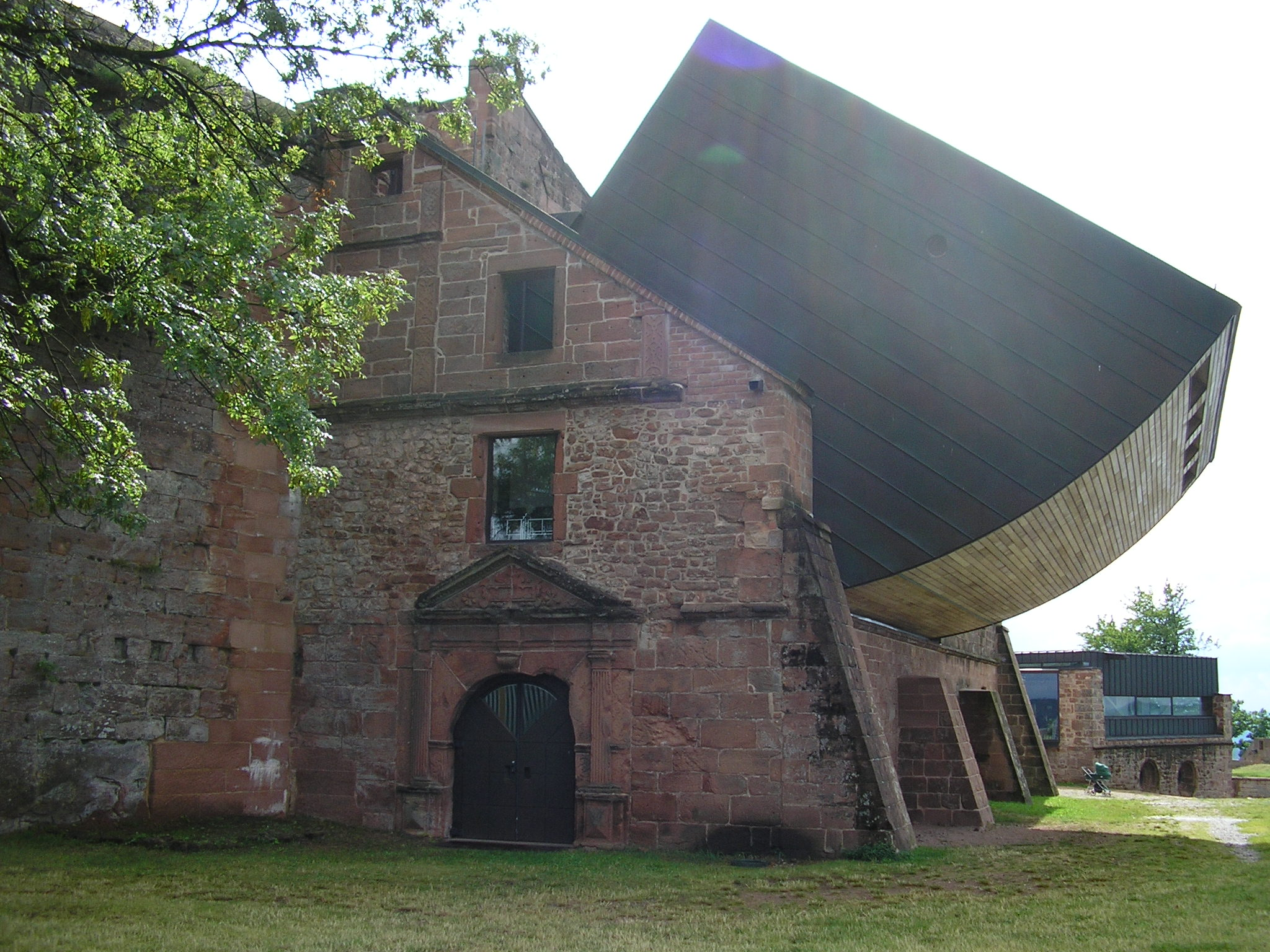
Mise en valeur culturelle avec salles de conférences et de spectacles.

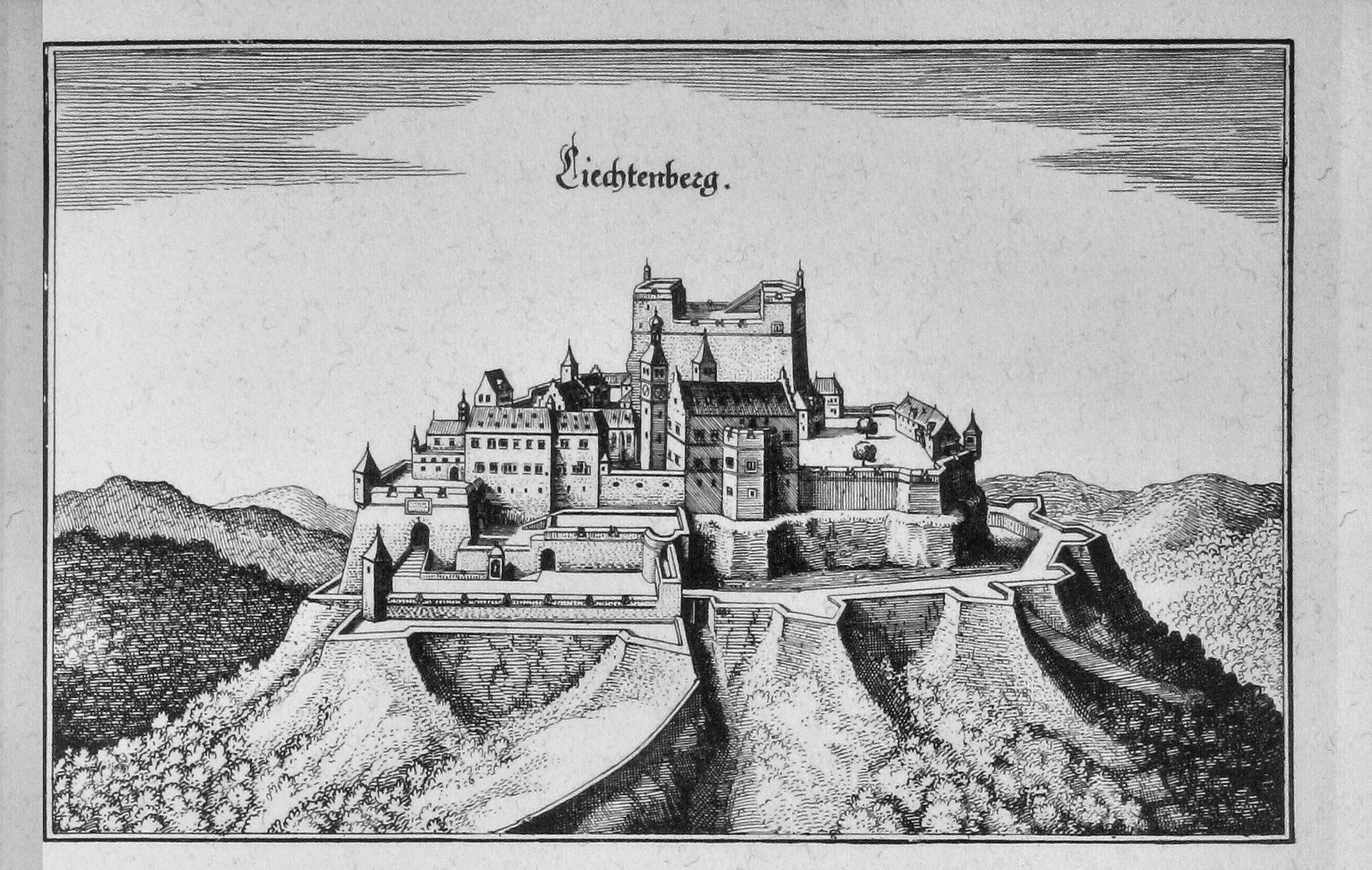
Topographia Alsatiae, Liechtenberg

## Centre d’interprétation de l’architecture et du patrimoine
Le Centre d’interprétation de l’architecture et du patrimoine (CIAP) est construit à partir de 1993 lors de la restauration et la mise en valeur culturelle du château. Cet ensemble architectural est conçu par les architectes Andrea Bruno et Jean-Pierre Laubal et connaîtra plusieurs phases de chantier entre 1992 et 2015.

### Historique
L’état de conservation du château de Lichtenberg se dégrade fortement au cours du XXe siècle. Au début des années 1990, la commune souhaite donc le restaurer tout en améliorant son attractivité touristique. Pour cela, ils font appel à l’architecte italien Andrea Bruno, associé à l’architecte français Jean-Pierre Laubal. Ils vont développer un projet autour de trois axes : la valorisation du patrimoine naturel et architectural, la mise en exposition du patrimoine historique, la mise en place d'un centre régional d'échanges et de rencontres culturelles.
Les travaux se sont déroulés en quatre phases. La première, entre 1995 et 1996, pour la construction de l’Arsenal, comprenant une salle d’exposition, un auditorium et un théâtre plein-air. Ensuite, la deuxième, entre 2000 et 2002, a permis la construction du pavillon des Dames, comprenant une nouvelle salle d’exposition et un espace pédagogique. Puis, la troisième phase, entre 2004 et 2008, est réalisée la Caserne, comprenant une salle de répétition, des loges et des bureaux administratifs. Enfin, la quatrième phase, entre 2014 et 2015, avec l’aménagement paysager et la rénovation de la voirie.
En 2015, cet ensemble architectural reçoit le label « Patrimoines du XXe siècle ». Avec la disparition de ce dernier un an plus tard, il devient alors label « Architecture contemporaine remarquable » (ACR) et rejoint la collection des édifices labellisés de la région du Grand Est.

### Description de l’architecture
Le château de Lichtenberg, situé sur une colline des Vosges du Nord, fait l’objet d’un important projet de réhabilitation, orchestré par l’architecte Andrea Bruno, qui vise à intégrer des éléments contemporains tout en conservant l’authenticité des ruines. Ce projet utilise différentes parties du site pour accueillir divers espaces fonctionnels et culturels.

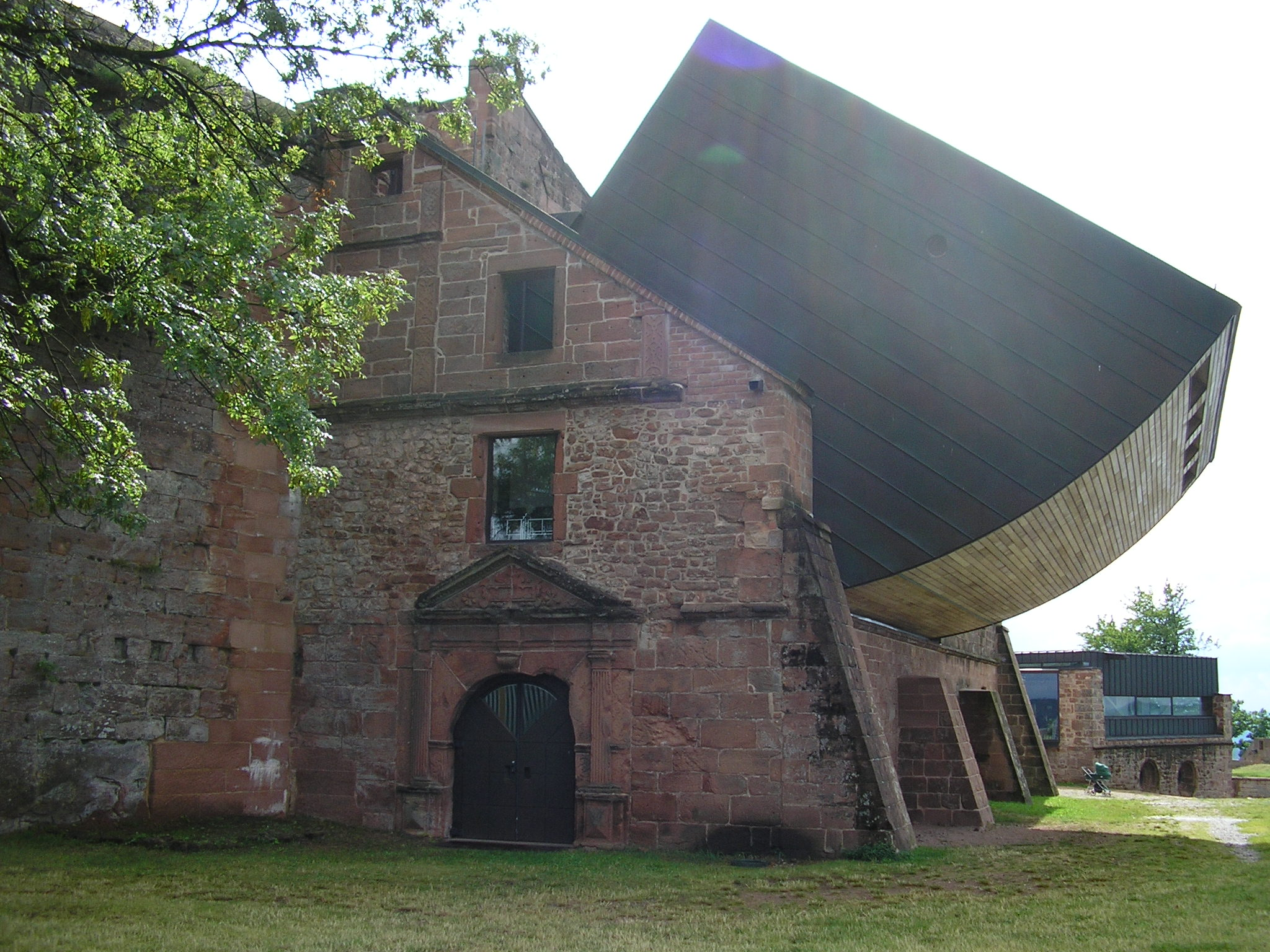
Salle de l'Arsenal

L'accueil se situe dans l’ancien corps de garde. Andrea Bruno a limité la hauteur de ses constructions modernes pour préserver la perspective sur le château et a mis l’accent sur l'Arsenal (bâtiment des Chevaliers), visible depuis le village. Ce bâtiment comprend une salle polyvalente au premier niveau, servant de salle de séminaire et de spectacle, avec une structure en bois lamellé-collé, un matériau choisi pour sa compatibilité esthétique avec le grès des murs et son usage traditionnel en architecture fortifiée.
L’édifice Renaissance, appelé pavillon des Dames, abrite des espaces de documentation et un atelier pédagogique, ainsi qu’une exposition permanente dans une salle voûtée en partie excavée pour gagner de l’espace. Il inclut aussi une cafétéria.
La caserne, première architecture que l'on rencontre à l’entrée du château, sert de théâtre. La scène est légèrement abaissée pour la protéger des intempéries, et les gradins sont prolongés jusqu’à la toiture pour un meilleur confort visuel. En plus des espaces scéniques, la caserne comprend les locaux administratifs.
La chapelle et la casemate d’entrée n’ont pas nécessité de travaux lourds, mais des interventions importantes ont été menées pour la consolidation générale du château : restauration des murs en pierre, stabilisation des arêtes et parois, désherbage, nettoyage et remplissage des joints avec un mortier proche de l’original. La réfection des murs inclut des « cappings » pour protéger les sommets de l’érosion.
Le projet intègre également une création lumineuse signée Yan Kersalé, intitulée « Mémoire de jour », qui illumine la muraille extérieure en reproduisant, chaque soir, l'ensoleillement de la journée pendant cinq minutes. En combinant des éléments contemporains et des techniques de consolidation précises, Andrea Bruno vise à préserver le patrimoine tout en le rendant accessible et fonctionnel pour le public.

## Les doctrines de conservation et de sauvegarde posés à l’occasion du diagnostic
À travers l’étude préalable à la restauration du château une réflexion plus générale a été engagée sur la fonction, l’utilisation ou bien la réutilisation des ruines de châteaux forts, qui faute de travaux importants de conservation-restauration sont parfois menacés de disparition.
Comment sauver rapidement de façon scientifique le maximum d’édifices ? Les réflexions des « Entretiens du Patrimoine » qui se sont déroulés à Caen en novembre 1990 sur le thème « Faut-il restaurer les ruines ? » ont permis d'éclaircir les problèmes et de définir des principes. Les sujets abordés ont fait l’objet d’un débat entre fonctionnaires, architectes, associations et collectivités territoriales, sans a priori sur les problèmes des ruines en général : ruine romantique - ruine symbolique ; conservation - lisibilité ; restitution - invention ; réutilisation - reconstruction.
Quatre grands principes se sont dégagés des débats : respect des ruines romantiques les plus prestigieuses ; intégrer le « paysage » dans le traitement des ruines, ce qui nécessite une vigilance au titre des abords ; accepter parfois une modification du statut de certaines ruines à travers des utilisations, plus rarement des réutilisations bien organisées, impliquant un programme et une volonté des demandeurs ; informer le public des projets de restauration, l’aspect « communication » étant encore nettement insuffisant. Pour répondre à cette attente, il suffirait dans un premier temps, dans un souci de transparence des informations, de publier les études préalables et de généraliser l’édition de brochures présentant au public, en amont, les propositions de travaux de restauration envisagés.